# Ferron (Utah)
Pour les articles homonymes, voir Ferron.
Ferron est une ville américaine située dans le comté d'Emery, dans l’État d’Utah. Elle comptait 1 626 habitants lors du recensement de 2010.

## Source
- (en) Cet article est partiellement ou en totalité issu de l’article de Wikipédia en anglais intitulé « Ferron, Utah » (voir la liste des auteurs).